# Johnny Herrera
Johnny Cristián Herrera Muñoz (Angol, 9 de maio de 1981) ou Johnny Herrera, é um ex-futebolista chileno que atuava como goleiro. 

## Clubes
Começou sua carreira no Universidad de Chile em 1999 e torna-se titular em 2002 onde ficou até 2005. Foi campeão chileno (torneio Apertura) em 1999, 2000 e 2004 (torneio Apertura). Nesse ano foi o herói na decisão contra a equipe do Cobreloa defendendo um pênalti. Por La U, também venceu a Copa Chile em 2000. Jogando como titular pela seleção chilena, ganhou a medalha de bronze no torneio olímpico de futebol dos Jogos Olímpicos de Verão de 2000 em Sydney. Foi contratado pelo Corinthians em fevereiro de 2006, e fez sua estréia diante do Ituano, em partida do Campeonato Paulista de 2006 na qual o Corinthians venceu por 3 a 2. Porém, falhou em um jogo contra a equipe do São Paulo e tornou-se o terceiro goleiro reserva do Corinthians, atrás de Silvio Luiz e Marcelo. Era o reserva do goleiro titular da seleção principal do Chile, Nelson Tapia, mas devido ao fato de não estar mais jogando deixou de ser chamado nas últimas convocações sendo lembrado somente para um amistoso no qual jogou como titular em 28 de dezembro de 2006. Em 2007 retornou ao Chile criticando a chamada "máfia" do futebol , e defendendo a equipe do Everton de Viña del Mar e é por suas atuações na sua nova equipe que esperava voltar a ser lembrado pelo técnico da seleção chilena para as próximas convocações. Porém, foi preterido pelos goleiros Claudio Bravo e Miguel Pinto. Ainda assim foi novamente campeão chileno com o Everton em 2008 (Apertura) e, em seguida, transferiu-se para o Audax Italiano. Em 2011, retornou à Universidad de Chile, time pelo qual voltou a ser campeão chileno nesse mesmo ano. Em 14 de dezembro de 2011, conquistou o maior título de sua carreira pelo clube até o momento, a Copa Sul-Americana. Em 24 de maio de 2012, nas quartas-de-finais da Copa Libertadores da América desse mesmo ano, na partida de seu time contra a equipe do Libertad, do Paraguai, que terminou em 1x1, Herrera foi o herói da partida ao fazer uma defesa durante a decisão por penaltis, que levou La U às semifinais da competição contra a equipe argentina Boca Juniors. Na decisão da Recopa Sul-Americana de 2012, defendeu um pênalti batido por Neymar. Em 2015, conquistou o título da Copa América pela seleção do Chile. Durante a Libertadores de 2018, passou um dos maiores vexames de sua carreira, ao tomar 7 gols do Cruzeiro no Mineirão.

## Acidente
Em 20 de dezembro de 2009, Herrera atropelou e matou uma jovem de 22 anos na província de La Reina, no Chile. O advogado do goleiro nega que este estivesse dirigindo em excesso de velocidade e sob o efeito de álcool e/ou drogas.

## Títulos

### Internacionais
Seleção do Chile
- Copa América: 2015, 2016

Universidad de Chile
- Copa Sul-Americana: 2011

### Nacionais
Universidad de Chile
- Campeonato Chileno: 1999, 2000, 2004 (Apertura), 2011 (Apertura), 2011 (Clausura), 2012 (Apertura)
- Copa Chile: 2000, 2012-13, 2015
- Supercopa do Chile: 2015
- Copa Gato: 2011

Everton
- Campeonato Chileno: 2008 (Apertura)

## Campanhas de destaque

### Internacionais
Universidad de Chile
- Copa Libertadores da América: semifinal - 2012
- Recopa Sul-Americana: 2º lugar - 2012
- Copa Suruga Bank: 2º lugar - 2012

## Prêmios Individuais
- Melhor Goleiro do Campeonato Chileno: 2011
- Goleiro da Seleção da América (Jornal El País): 2011[10]
- Indicação a goleiro do ano (2011) pela IFFHS[carece de fontes?]